# Women Who Kill
Pour plus de détails, voir Fiche technique et Distribution.
Women Who Kill (littéralement : Les Femmes qui tuent) est un film américain écrit et réalisé par Ingrid Jungermann, et sorti en 2016 au Festival du film de Tribeca.

## Fiche technique
- Titre : Women Who Kill
- Réalisation : Ingrid Jungermann
- Scénario : Ingrid Jungermann
- Musique :
- Production :
- Sociétés de production :
- Sociétés de distribution :
- Pays d’origine :  États-Unis
- Langue : anglais américain
- Durée : 93 minutes (1 h 33)
- Format : Couleur - rapport de forme : 2.35 : 1
- Genre : Comédie
- Dates de sortie :
  - États-Unis : 15 avril 2016 au Festival du film de Tribeca

## Distribution
- Annette O'Toole : Lila
- Ingrid Jungermann : Morgan
- Ann Carr : Jean
- Sheila Vand : Simone
- Deborah Rush : Grace
- Grace Rex : Kim
- Doug Moe : Tailor
- Francis Benhamou : Candice
- Tami Sagher (en) : Celia
- Rodrigo Lopresti (en) : Jackson
- Shannon Patricia O'Neill : Alex
- Terence Nance (en) : Darren
- Jacqueline Antaramian : Josephine Walker
- Keisha Zollar : Ginger
- Kim Blanck : Alicia